# Alice Brisset
Alice Brisset, née le 15 avril 1894 dans le 16e arrondissement de Paris (Seine) et morte le 19 novembre 1974 à Bagneux (Hauts-de-Seine), est une syndicaliste et femme politique française.
En 1926, elle est élue au Comité central du Parti communiste français (PCF) et le demeure jusqu'en 1929. De 1927 à 1929, elle est membre de la commission exécutive de la CGTU et, de 1946 à 1951, de la commission administrative de la CGT. Elle siège au Conseil de la République de 1946 à 1948.

## Biographie
Alice Brisset est l'aînée d'une fratrie de quatre filles. Son père est un « vieux militant révolutionnaire ». En 1906, elle est apprentie teinturière. En 1917, elle s'investit activement dans la grève des « midinettes » parisiennes, avant de rejoindre le PCF après le congrès de Tours en 1920.
En 1922, elle est considérée comme l'une des principales personnalités féminines franciliennes du jeune parti. En Seine-et-Oise, elle contribue à la mise en place de la « sous-commission féminine du travail » du PCF puis en 1923, elle devient secrétaire de la fédération communiste de Seine-et-Oise. En novembre, à la suite du congrès de Bourges, elle intègre la commission féminine de la Confédération générale du travail unitaire (CGTU).
Jusqu'en 1924, elle habite chez ses parents, à Montigny-lès-Cormeilles en Seine-et-Oise. Puis, elle vit maritalement à Paris, 139 rue du Faubourg-Saint-Denis (10e arrondissement). Cette année-là, au congrès de Lyon du PCF, elle est élue membre de la commission des conflits et de la commission féminine du Comité directeur du PCF. Sur le plan syndical, elle est déléguée (1924), puis secrétaire (1925) de la commission féminine de la CGTU à la commission exécutive de celle-ci.
C'est en 1926, alors qu'elle assiste au congrès de Lille du PCF, qu'elle est élue au Comité central. En novembre, elle devient également membre de la commission exécutive de la Fédération CGTU du textile, pour le secteur vêtements.
En 1927, elle donne sa démission de la commission exécutive de la CGTU pour protester contre l'attitude de Suzanne Girault, membre du PCF, qui lui imposait des instructions à propos de son travail syndical. Depuis le début de la même année, elle collabore souvent à L'Humanité.
Lors d'une conférence de la région parisienne du PCF en 1928, elle prend la défense de son compagnon en conflit avec la direction du PCF. L'année suivante, elle n'est réélue ni au Comité central du PCF ni à la commission exécutive de la CGTU.
En 1930, elle est appréhendée par la police alors qu'elle démarche des ouvriers de l'entreprise Hachette pour qu'ils viennent manifester le 1er mai.
C'est en 1935 qu'elle et son compagnon s'installent 106 rue du Ranelagh, dans le 16e arrondissement de Paris.
Après la réunification de la CGT en 1936, elle siège à la direction de la Fédération Textile-Habillement.
Durant l'Occupation, elle milite dans l'Indre. Responsable des Comités féminins du Parti communiste, elle fait partie du comité de libération de Châteauroux.
Son implication dans la Résistance lui permet d'accéder à des postes de premier plan. En 1946, elle devient membre de la commission administrative de la CGT et conseillère de la République, jusqu'en 1948.
C'est en 1950 qu'elle entre au Conseil économique et y siège durant deux ans avant de devenir membre de la commission de contrôle financier de la CGT en 1951, et ce jusqu'en 1963.
En 1960, elle est élue conseillère municipale à Bagneux et le demeure jusqu'en 1970.